# Доборско
Доборско (болг. Доборско) — село в Болгарии. Находится в Кырджалийской области, входит в общину Крумовград. Население составляет 33 человека.

## Политическая ситуация
В местном кметстве Чал, в состав которого входит Доборско, должность кмета (старосты) исполняет Сабахтин Ахмед Чауш (Движение за права и свободы (ДПС)) по результатам выборов.
Кмет (мэр) общины Крумовград — Себихан Керим Мехмед (Движение за права и свободы (ДПС)) по результатам выборов.